# 张万海
张万海（1950年5月—2014年），北京人，中华人民共和国外交官，曾任中华人民共和国驻格林纳达特命全权大使。

## 生平
张万海毕业于北京外国语学院。1975年，进入中国国际问题研究所工作。1982年，公派美国密歇根州立大学学习。1984年，学成归国，继续在研究所任职。1985年，任外交部国际司三秘，后升二秘、副处长、一秘。1996年，任常驻联合国代表团一秘，后升任参赞。1999年，任中国联合国协会副总干事。2003年，出任参赞衔中华人民共和国常驻联合国亚洲及太平洋经济社会委员会代表，后加公使衔。2007年11月，出任中华人民共和国驻格林纳达大使。2010年10月，自驻格林纳达大使离任。后任联合国大会行政和预算委员会成员。2014年，在任内去世。